# Лайбниц (округ)
Лайбниц (нем. Bezirk Leibnitz) — округ в Австрии. Центр округа — город Лайбниц. Округ входит в федеральную землю Штирия. Занимает площадь 681,50 кв. км. Население 75 328 чел. Плотность населения 111 человек/кв.км.

## Административно-территориальное деление
1. Аллерхайлиген-бай-Вильдон
2. Арнфельс
3. Эренхаузен-ан-дер-Вайнштрасе
4. Эмперсдорф
5. Габерсдорф
6. Гамлиц
7. Глайнштеттен
8. Гралла
9. Гросклайн
10. Хайлигенкройц-ам-Вазен
11. Хаймшу
12. Хенгсберг
13. Китцекк-им-Заузаль
14. Ланг
15. Лебринг-Санкт-Маргаретен
16. Лайбниц
17. Лойчах-ан-дер-Вайнштрасе
18. Оберхаг
19. Рагниц
20. Санкт-Андре-Хёх
21. Санкт-Георген-ан-дер-Штифинг
22. Санкт-Иоганн-им-Заггауталь
23. Санкт-Николай-им-Заузаль
24. Занкт-Файт-ин-дер-Зюдстайермарк
25. Шварцауталь
26. Штрас-ин-Штайермарк
27. Тилльмич
28. Вагна
29. Вильдон

### До 2015 года
1. Аллерхайлиген-бай-Вильдон
2. Арнфельс
3. Бергхаузен
4. Брайтенфельд-ам-Танненригель
5. Эренхаузен
6. Айхберг-Траутенбург
7. Эмперсдорф
8. Габерсдорф
9. Гамлиц
10. Гланц-ан-дер-Вайнштрассе
11. Глайнштеттен
12. Гралла
13. Гросклайн
14. Хайнсдорф-им-Шварцауталь
15. Хайлигенкройц-ам-Вазен
16. Хаймшу
17. Хенгсберг
18. Кайндорф-ан-дер-Зульм
19. Китцек-им-Заузаль
20. Ланг
21. Лебринг-Санкт-Маргаретен
22. Лайбниц
23. Лойчах
24. Оберхаг
25. Оберфогау
26. Писторф
27. Рагниц
28. Рач-ан-дер-Вайнштрассе
29. Рецнай
30. Санкт-Андре-Хёх
31. Санкт-Георген-ан-дер-Штифинг
32. Санкт-Йохан-им-Заггауталь
33. Санкт-Николай-им-Заузаль
34. Санкт-Николай-об-Драслинг
35. Санкт-Ульрих-ам-Вазен
36. Санкт-Файт-ам-Фогау
37. Шлосберг
38. Зеггауберг
39. Шпильфельд
40. Штоккинг
41. Штрас
42. Зульцталь-ан-дер-Вайнштрассе
43. Тильмич
44. Фогау
45. Вагна
46. Вайтендорф
47. Вильдон
48. Вольфсберг-им-Шварцауталь